# Andreas Nickl
Andreas Nickl (* 18. Oktober 1967 in München) ist ein deutscher Schauspieler.

## Leben
Andreas Nickl wuchs in München auf. Er machte von 1988 bis 1992 das Schauspieldiplom an der Westfälischen Schauspielschule Bochum. Nickl war an verschiedenen Theatern in Deutschland und in Filmen zu sehen.
Der Schauspieler David Ali Rashed ist sein Sohn.

## Filmografie als Darsteller
- 1993–1994: Der kleine Vampir – Neue Abenteuer (Fernsehserie, 9 Folgen)
- 1994: Wilde Jahre (Kinofilm)
- 1996: Und keiner weint mir nach (Kinofilm)
- 1995–1996: Zwei zum Verlieben (Fernsehserie, 15 Folgen)
- 1997–2002: Für alle Fälle Stefanie (Fernsehserie, verschiedene Rollen, 3 Folgen)
- 1998: Einsatz Hamburg Süd (Fernsehserie, Folge Sport ist Mord)
- 1999: Café Meineid (Fernsehserie, Folge Wo ist das Problem?)
- 1999: Der Bergdoktor (Fernsehserie, 7 Folgen)
- 1999: Die Zauberfrau
- 2000: Einmal Leben
- 2001: Jenny & Co. (Fernsehserie, 12 Folgen)
- 2002–2005: Der Landarzt (Fernsehserie, 5 Folgen)
- 2003: Forsthaus Falkenau (Fernsehserie, Folge Vertrauen)
- 2004: SOKO Leipzig (Fernsehserie, Folge Durchgebrannt)
- 2004: Bergkristall (Kinofilm)
- 2004: Polizeiruf 110 – Die Maß ist voll (Fernsehreihe)
- 2004: Im Namen des Gesetzes (Fernsehserie, Folge Mörderisches Quartett)
- 2005: Weltverbesserungsmaßnahmen
- 2005: Apollonia
- 2005–2013: Die Rosenheim-Cops (Fernsehserie, verschiedene Rollen, 3 Folgen)
- 2006: Commissario Laurenti – Die Toten vom Karst (Fernsehreihe)
- 2006: Abschnitt 40 (Fernsehserie, Folge Geständnisse)
- 2007: Gipfelsturm
- 2007: Die Flucht (Fernsehzweiteiler)
- 2008: Wilsberg – Interne Affären (Fernsehreihe)
- 2008: Die Geschichte vom Brandner Kaspar (Kinofilm)
- 2008: Der Kaiser von Schexing (Fernsehserie, 2 Folgen)
- 2008–2014: In aller Freundschaft (Fernsehserie, verschiedene Rollen, 3 Folgen)
- 2009: Hitler vor Gericht
- 2009–2016: SOKO Kitzbühel (Fernsehserie, verschiedene Rollen, 4 Folgen)
- 2009, 2017: Notruf Hafenkante (Fernsehserie, verschiedene Rollen, 2 Folgen)
- 2010: Der letzte Eremit (Kurzfilm)
- 2010: Polizeiruf 110 – Einer von uns
- 2010: Tatort – Hitchcock und Frau Wernicke
- 2011: Opfer (Kurzfilm)
- 2011: Geschwister (Kurzfilm)
- 2011: Ameisen gehen andere Wege (Kinofilm)
- 2012–2014 dahoam is dahoam (Serie)
- 2012: Die Bergretter (Fernsehserie, Folge Steinschlag)
- 2012: Franzi (Fernsehserie, Folge Hula Hupp)
- 2012: Radio Omega (Abschlussfilm ifs Köln)
- 2012: Polizeiruf 110 – Raubvögel
- 2013: Heiter bis tödlich – München 7 (Fernsehserie, Folge Ja, wo ist er denn?)
- 2013: SOKO Wismar (Fernsehserie, Folge Abpfiff)
- 2013: SOKO Stuttgart (Fernsehserie, Folge Der Highlander)
- 2013: Hubert und Staller (Fernsehserie, Folge Viel Wind um Nichts)
- 2013: Verratene Freunde
- 2013: Westen (Kinofilm)
- 2014: Der Mann ohne Schatten
- 2014: Morden im Norden (Fernsehserie, Folge Blutgrätsche)
- 2015: Aus der Haut
- 2015: Mila (Fernsehserie, 6 Folgen)
- 2015: Spreewaldkrimi – Die Sturmnacht (Fernsehreihe)
- 2015: Die Pfefferkörner (Fernsehserie, Folge Toms Vater)
- 2016: Großstadtrevier (Fernsehserie, Folge Fauler Zauber)
- 2016: Der Alte (Fernsehserie, Folge Tödliche Ideale)
- 2016: Tatort – Taxi nach Leipzig (Fernsehreihe)
- 2016, 2022: In aller Freundschaft – Die jungen Ärzte (Fernsehserie, verschiedene Rollen, 2 Folgen)
- 2017: Rewind – Die zweite Chance (Kinofilm)
- 2017: Morden im Norden (Fernsehserie, Folge Kurzschluss)
- 2017: Letzte Spur Berlin (Fernsehserie, Folge Lügengespinst)
- 2017: Um Himmels Willen (Fernsehserie)
- 2018: SOKO Potsdam (Fernsehserie, Folge Ein schwerer Fehler)
- 2018: Wackersdorf (Kinofilm)
- 2018: Schwartz & Schwartz – Mein erster Mord
- 2018: Druck (Webserie)
- 2018: Wir sind doch Schwestern
- 2019: Nord bei Nordwest – Frau Irmler (Fernsehreihe)
- 2019: Charité – 2. Staffel
- 2019: Wilsberg – Minus 196°
- 2019: Let There Be Light
- 2019: Zu weit weg
- 2019: Ein verhängnisvoller Plan
- 2020: Die Rosenheim-Cops – Ihr erster Fall (Fernsehserie)
- 2020: Tatort – Das perfekte Verbrechen (Fernsehreihe)
- 2020: WAPO Berlin (Fernsehserie)
- 2020: Falk (Fernsehserie, Folge Der Mutterschaftstest)
- 2021: Watzmann ermittelt – Neue Zeiten (Fernsehserie)
- 2021: Marie fängt Feuer – Schattenhaft (Fernsehreihe)
- 2021: Wojenne dziewczyny „War Girls“, polnische Netflix-Serie
- 2021: Hubert ohne Staller – Harte Landung (Fernsehserie)
- 2023: Kommt ein Vogel geflogen (Kinofilm)
- 2024: Nachts im Paradies ist (Fernsehreihe)